# Изгой, а не одиночка
«Мэгги Симпсон: Изгой, а не одиночка» (англ. Maggie Simpson in "Rogue Not Quite One"), также известный как «Изгой, а не одиночка» (англ. Rogue Not Quite One) — анимационный короткометражный фильм, основанный на мультсериале «Симпсоны». Премьера состоялась 4 мая 2023 года на сервисе Disney+ в честь Дня «Звёздных войн». 2 мая этот короткометражный фильм был анонсирован вместе с рекламным плакатом. Название фильма отсылает на фильм «Изгой-один. Звёздные войны: Истории».
Это четвёртый короткометражный фильм с участием Мэгги Симпсон, после мультфильмов «Симпсоны: Мучительная продлёнка», «Свидание в песочнице с судьбой» и «Пробуждение силы после тихого часа», а также седьмой короткометражный фильм Disney+.

## Сюжет
Мандалорец подходит к штурмовику, который говорит ему не приносить оружие, еду, коляски или скидки в районе Mom Mothma and Me. Мандолорец кладёт свой пистолет и пончик на коляску Грогу. Гомер Симпсон подходит к штурмовику, но видит, как Чубакка охраняет кантину Мо, поэтому он кладёт Мэгги на детскую коляску Грогу, как только Гомер входит в кантину и подходит к Мо, который подаёт ему выпить, но сталкивается с клиентом, который глотает его, в то время как Мэгги смотрит на кантину. Она замечает на коляске с надписью «Только для Малыша Йода», затем появляется Мандо и вооружается Тёмным мечом и пытается вытащить Мэгги из коляски Грогу, но замечает, что коляска запускается в воздух, и Мэгги оказывается в Спрингфилде. Внезапно шеф Виггам и его помощник Лу подходят к Мэгги на коляске Грогу, и полиция преследует их через улицу, и Виггам принимает коляску за пончик, а Мэгги оказалась в Спрингфилдской начальной школе. Тем не менее, Мэгги нажимает на гиперпривод на коляске, и коляска летит в космос. Джеральд в костюме Дарта Мола нападает на Мэгги, но видит на знаках слова «Тихий час» и «Не обсуждается», в результате чего он отменил свою атаку и заснул.
В кантине Мо зелёный инопланетянин выплевывает Гомера, который встречает Мандалорца, который говорит ему знать, где находится коляска Грогу. Гомер использует приложение «Найти моего ребенка», чтобы найти Мэгги, и Гомер узнаёт, что его ребенок находится в Галактическом ядре, Гомеру кажется сложным добраться туда. Затем идут начальные слова из франшизы «Звёздные войны», но титры были нарушены, когда Мэгги пролетает мимо текстов, а Джеральд гонится за ней, посылая целый флот TIE-истребителей, которые образуют слова «Пока, детка!», но Мэгги нажимает кнопку гипердрайва, чтобы вернуться на Землю, но её преследует флот, пытающийся сбить её, она пролетает мимо Гомера и Мандолорца. На протяжении всей погони два TIE-истребители врезаются в знак Lard Lad Donuts, за которым следует Блинки, пожирающий ещё один. Остальные TIE-истребителей окружают Мэгги и пытаются сбить её, но ей на помощь приходят Кэнг и Кодос, взрывая весь флот. Тем не менее, Джеральд нападает на Мэгги, нанося ущерб на коляске Грогу, в которую Мэгги стреляет крючком Мандолорца на TIE-истребителя, когда Мэгги бросает свою соску в рот Джеральда, когда он превращается в самого себя, заставляя его уйти. Когда Мэгги грустно, что она потеряла свою соску, появляется BB-8 и даёт новую соску, и он Мэгги и улетают в космос.

## Роли озвучивали
- Хэнк Азария — Клэнси Виггам
- Крис Эджерли — дети
- Донн Льюис — система TIE-истребителя

## Реакция
Джон Шварц из Bubbleblabber дал мультфильму 8 звёзд из 10, заявив: «В этой короткометражке из «Симпсонов» есть всё, что вы хотите, даже какая-то сатира в главных студиях на отсутствие недвижимости на стримере. Экшн-сцены вышли из-под контроля, и Мэгги такая милая, как дикен».
Майк Селестино из LaughingPlace.com также написал отзыв, заявив: «Я бы сказал, что Мэгги Симпсон в „Изгой, а не одиночка” примерно на одном уровне с короткометражками „Симпсонов” Disney+, хотя поклонники „Звёздных войн”, которые ценят франшизу (и её нынешнюю материнскую компанию Disney), вероятно, будут теми, кто ценит это больше всего. Здесь есть несколько хороших шуток, и очень… ну, короткое… длительность короткометражки означает, что не нужно слишком много обязательств, чтобы через это пройти. Как „Мэгги Симпсон: Пробуждение силы после тихого часа”, это подходящая, смешная дань уважения от нашей любимой семьи нашей любимой саге в жанре космической оперы».